# Rush Limbaugh
Rush Limbaugh Hudson III (/ˈlɪmbɔː/ LIM-baw; n. 12 ianuarie 1951, Cape Girardeau, Missouri, SUA – d. 17 februarie 2021, Palm Beach⁠(d), Florida, SUA) a fost un comentator conservator, autor și gazda unor emisiuni radio⁠(d) și de televiziune. Acesta a fost cunoscut drept gazdă a emisiunii The Rush Limbaugh Show⁠(d) transmisă la nivel național prin stațiile radio AM și FM⁠(d).
Limbaugh a devenit una dintre primele voci ale mișcării conservatoare din Statele Unite în anii 1990 și a găzduit o emisiune națională de televiziune din 1992 până în 1996.Acesta a fost printre cele mai bine plătite persoane din istoria radioului american; în 2018, Forbes menționa că veniturile sale se ridică la 84,5 milioane de dolari. În decembrie 2019, Talkers Magazine⁠(d) a estimat că emisiunea lui Limbaugh este ascultată săptămânal de 15,5 milioane de ascultători, devenind cea mai ascultată emisiune radio din Statele Unite⁠(d). Limbaugh a redactat șapte cărți pe parcursul carierei sale; primele două sale, The Way Things Ought to Be (1992) și See, I Told You So (1993), au ajuns pe lista cărților bestseller a ziarului The New York Times.
Limbaugh a devenit cunoscut și datorită declarațiilor sale controversate despre rasă⁠(d), mișcarea LGBT⁠(d), feminism, consimțământul sexual⁠(d) și schimbările climatice⁠(d). În ciuda personalității și convingerilor sale, a fost introdus în National Radio Hall of Fame⁠(d) și în NAB Broadcasting Hall of Fame⁠(d). În cadrul discursului privind starea Uniunii în 2020⁠(d), președintele Donald Trump i-a acordat medialia prezidențială a libertății⁠(d).